# Jean-Pierre Hubert
Jean-Pierre Hubert (Estrasburgo, 25 de mayo de 1941 - Wissembourg, 1 de mayo de 2006) fue un escritor francés adscrito a los géneros de la ciencia ficción y fantasía que escribió bajo el seudónimo Jean Viluber, y en obras colectivas como Sacha Ali Airelle, J.S. Viluber, Jean-Christian Viluber y J. S. Tremens.
Entre los reconocimientos recibidos se encuentran el Grand Prix de l'Imaginaire en la categoría cuento francófono por Gélatine en 1982 y en la categoría novela francófona por Le Champ du rêveur en 1984; además, ganó el Prix Rosny aîné por las novelas Le Champ du rêveur en 1984 y Ombromanies en 1986 y por los cuentos Pleine peau en 1985 y Roulette mousse en 1988.

## Obras

### Novela
| - Le Bleu des Mondes (1997). - Les Cendres de Ligna (2000). - Le Champ du Rêveur (1983). - Cocktail (1988). - Couple de scorpions (1980). - Dimension Jean-Pierre Hubert (2011). - Les Faiseurs d'orage (1984). - Je suis la Mort (1998). - Le Lac des grimaces (2001). | - Mort à l'étouffée (1978). - Ombromanies (1985). - Planète à trois temps (1975). - Roulette mousse (1987). - Sa majesté des clones (2002). - Scènes de guerre civile (1982). - Séméla (1983). - Les Sonneurs noirs (2004). - Sur les pistes de Scar (2005). |

### Cuento
| - Abus dangereux (1996). - L'Aube des autres (1991). - Le Bon profil (1977). - Cautérisation (1975). - C'est bien Gribouille qui secoue la maison (1988). - Code du BO.H.UR à l'usage des Guides d'Opinion (1977). - Connais-tu cette petite mort ? (2001). - Décaleur de réalité (2011). - Le Destructeur regardait son maître avec des yeux humides (1976). - Disciple ? (1987). - Fin de partie (1975). - Forêts virtuelles (2001). - Gélatine (1981). - Gueule d'atmosphère (1977). - Il suffit de sortir (1978). - Il y a comme un os rouge (1978). - Ivresse choréique (1987). - J'ai tout compris, j'ai tout compris... (1975). - Jip et Riluk (1990). - La Journée d'un écrivain français en 2889 (2005) en colaboración con Serge Ramez. | - Jusqu'à ce que mort s'ensuive (1978). - Le petit réveil (2002). - Lèche frontière (1999). - Léthé, 32ème étage (1979). - Loreley (1977). - Maladie honteuse (1976). - Les Messagers de la tribu (1980). - Mie de pain (1984). - Mutez en paix (1980). - Navigation en tour close (1981). - Nous avons tant rajeuni (2005) en colaboración con Serge Ramez - Oeil de scorie (1975). - Où le voyageur imprudent tente d'effacer... (1980). - Passage du relais (1999). - Peintre de lunes (2002). - Petits dessous (1984). - Pleine peau (1984). - La Prochaine fois (2004). - Proches du centre (2003). - Les Quais d'Orgame (1987). | - Les Recrues (1977). - Relais en forêt (1976). - Retour au pays natal (2008). - Retour au pays qui fut (1977). - La Ronde (2000). - Roulette mousse (1987). - Roulette multilente (1975). - Séances de signatures (1986). - Seconde de vérité (1975). - Secondes de vérité (1976). - Le Septième clone (2000). - Stag 5 (2005). - Substance 82 (2008). - Le Suif et la corde (1991). - Le Temps d'aimer est bien court (2002). - Le Tiers jour de Maaloth-la-brève (1975). - Toucher vaginal (1976). - Tout au long de l'île au long de l'eau (1982). - Tout le long de l'île au long de l'eau (1982). - Tout saigne dans l'huile (1982). - Le Trou de 8 (2000). - V.V. (1975). - Variation autour d'un soupir (1980). |